# تایگراس
تایگرس (به انگلیسی: Tigress) عنوان سه شخصیت خیالی شرور بزرگ در کتاب‌های کامیک آمریکایی منتشر شده توسط دی‌سی کامیکس است. نخستین شخصیت با نام تایگرس یک دزد/جاسوس و دشمن شخصیت زاتارا بود که در شمارهٔ ۱ مجلهٔ کمیک‌های اکشن کمیک در دسامبر ۱۹۳۸ معرفی شد. دومین تایگرس با نام پائولا بروکس، یکی از اعضای تیم ستارگان جوان بود، که بعدها تبدیل به شخصیت بد ذات هانترس شد. سومین تایگرس نیز با نام آرتمیس کروک، دختر دومین تایگرس، و یکی از اعضای انجمن بی‌عدالتی است همچنین در عدالت جویان جوان به عنوان یک قهرمان ظاهر شده‌است.